# 창평군 (전국)
창평군(昌平君, ? ~ 기원전 223년)은 중국 전국 시대 초나라의 왕족(공자)으로, 본명은 알 수 없다. 처음에는 진 시황제의 측근이 되어 재상의 지위에까지 올랐으나, 훗날 반란을 일으켜 초나라의 43대 군주(27대 왕, 재위: 기원전 223년)가 되었다. 이후 진나라의 명장 왕전에게 패하여 죽었다.

## 생애

### 출신
창평군은 본래 초나라의 공자로서 진나라의 상방이 되었다. 사서에는 그 이름이 전해지지 않는다. 창평(昌平)이란 본래 초나라 회북(淮北)의 땅이었는데, 아마도 이 지역이 창평군의 봉호였던 것으로 보인다. 후대의 주석에 따르면, 창평군은 본래 초왕 부추와 마찬가지로 유왕과 애왕의 서형(庶兄)이었다고 전해진다. 이 기록이 사실이라면 창평군은 초 고열왕의 아들이 된다.

### 진나라에서
기원전 238년(진시황 9), 진나라의 수도인 함양(咸陽)에서 장신후 노애가 반란을 일으키자, 진나라의 상방 창평군은 창문군과 함께 이를 진압하여 수백 명을 참수하였다.
기원전 226년(진시황 23), 진 시황제는 장군 왕분으로 하여금 초나라를 공격하도록 하였다. 이 해에 창평군은 일찍이 백기에게 함락되어 진나라의 영토로 편입되었던 초나라의 옛 수도 영(郢)으로 옮겨갔다. 이 사실은 진나라 당대의 기록인 《수호지진묘죽간》의 내용에서도 확인해볼 수 있다. 본래 진나라의 상방이었던 창평군이 초나라 땅으로 옮겨간 내막이나 이유는 명확히 드러난 것이 없다.

### 초나라에서
기원전 223년, 초왕 부추가 진나라에 패하여 사로잡히자 창평군은 초나라 장군 항연에 의해 옹립되어 왕이 되었고, 동쪽으로 도망가서 회남(淮南)에서 저항을 계속하였다. 얼마 안가 진나라 장군 왕전과 몽무의 공격을 받아 전사하였고, 항연이 자결하니 초나라는 완전히 멸망했다.